# Tröllakrókahnaus
Tröllakrókahnaus är en bergstopp i republiken Island. Den ligger i regionen Austurland, 300 km öster om huvudstaden Reykjavík. Toppen på Tröllakrókahnaus är 812 meter över havet, eller 120 meter över den omgivande terrängen. Bredden vid basen är 1,9 km.
Trakten runt Tröllakrókahnaus är nära nog obefolkad, med mindre än två invånare per kvadratkilometer. Det finns inga samhällen i närheten. Trakten runt Tröllakrókahnaus består i huvudsak av gräsmarker.